# Перебіг вагітності у людини

Датування вагітності від дати останньої менструації до пологів.

Вагітність поділяється на три триместри по 3 місяці кожний. За правилом Негале, вагітність людини триває близько 40 тижнів (або 280 днів) від першого дня останньої менструації. Пологи до 37 тижнів вважаються передчасними, а дитина недоношеною. Пологи після 43 тижнів вважають запізнілими, а дитину переношеною.
З іншого боку, внутрішньоутробний розвиток плоду поділяють на два періоди: ембріональний (зародковий) і фетальний (плодовий).
Ембріональний період триває від запліднення яйцеклітини до кінця 8 тижня вагітності (або 10 тижня акушерського строку, тобто від останньої менструації). Під час ембріогенезу відбуваються запліднення, дроблення ембріона, його імплантація, гаструляція (утворення зародкових листків), формування органів, плацентація. Тому ембріогенез і перший триместр вагітності в цілому, коли формуються основні системи життєдіяльності плоду, вважаються найбільш важливими.

## Перший триместр

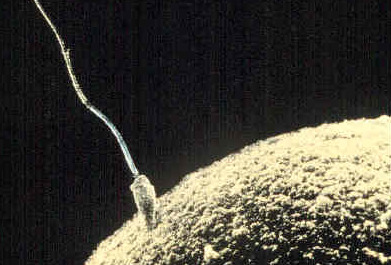
Сперматозоїд і яйцеклітина в момент запліднення.

Розвиток ембріона починається з запліднення яйцеклітини сперматозоїдом. Запліднення можливе в період овуляції, коли дозріла яйцеклітина виходить з яєчника. Овуляція зазвичай припадає на 10-16 день менструального циклу, але може бути сильно зміщена. Після овуляції яйцеклітина потрапляє в маткову трубу і зберігає життєздатність протягом приблизно 1 доби. Сперматозоїди здатні до запліднення протягом 2-3 діб після еякуляції. Злиття яйцеклітини і сперматозоїда у матковій трубі утворює нову клітину — зиготу.
Стать визначають статеві хромосоми батька у момент запліднення. Всі яйцеклітини мають дві Х-хромосоми. При злитті зі сперматозоїдом, що несе хромосому Х, утворюється зигота жіночої статі, а при злитті зі сперматозоїдом, що має хромосому Y, — чоловічої. Ймовірність утворення двох зигот природним шляхом становить 1:89.

### Ембріогенез

Ембріогенез людини від запліднення до 23 доби розвитку (закриття нервової трубки)

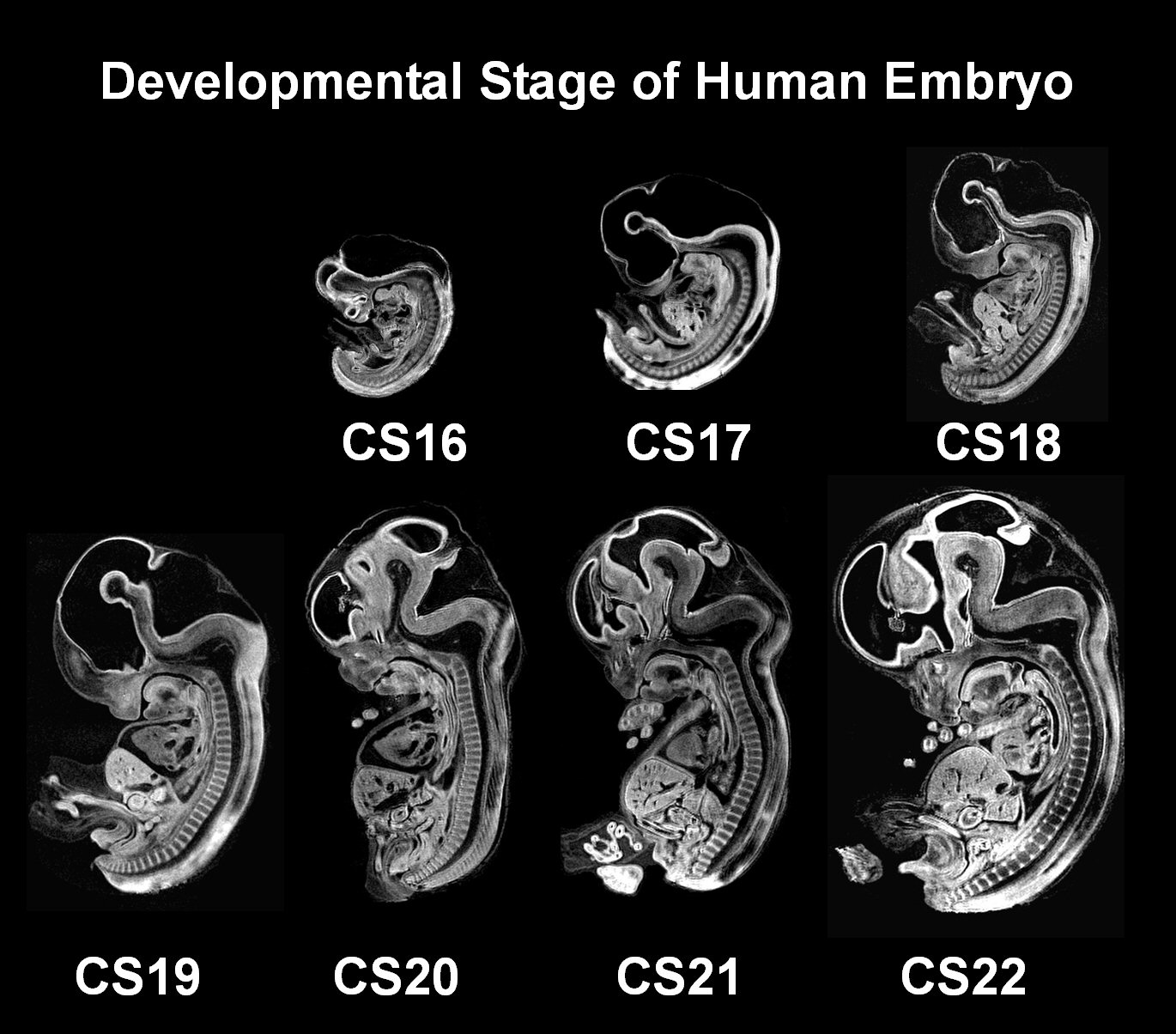
Магніто-резонансна мікроскопія людського ембріона на різних стадіях розвитку

Мозок 4-тижневого ембріона

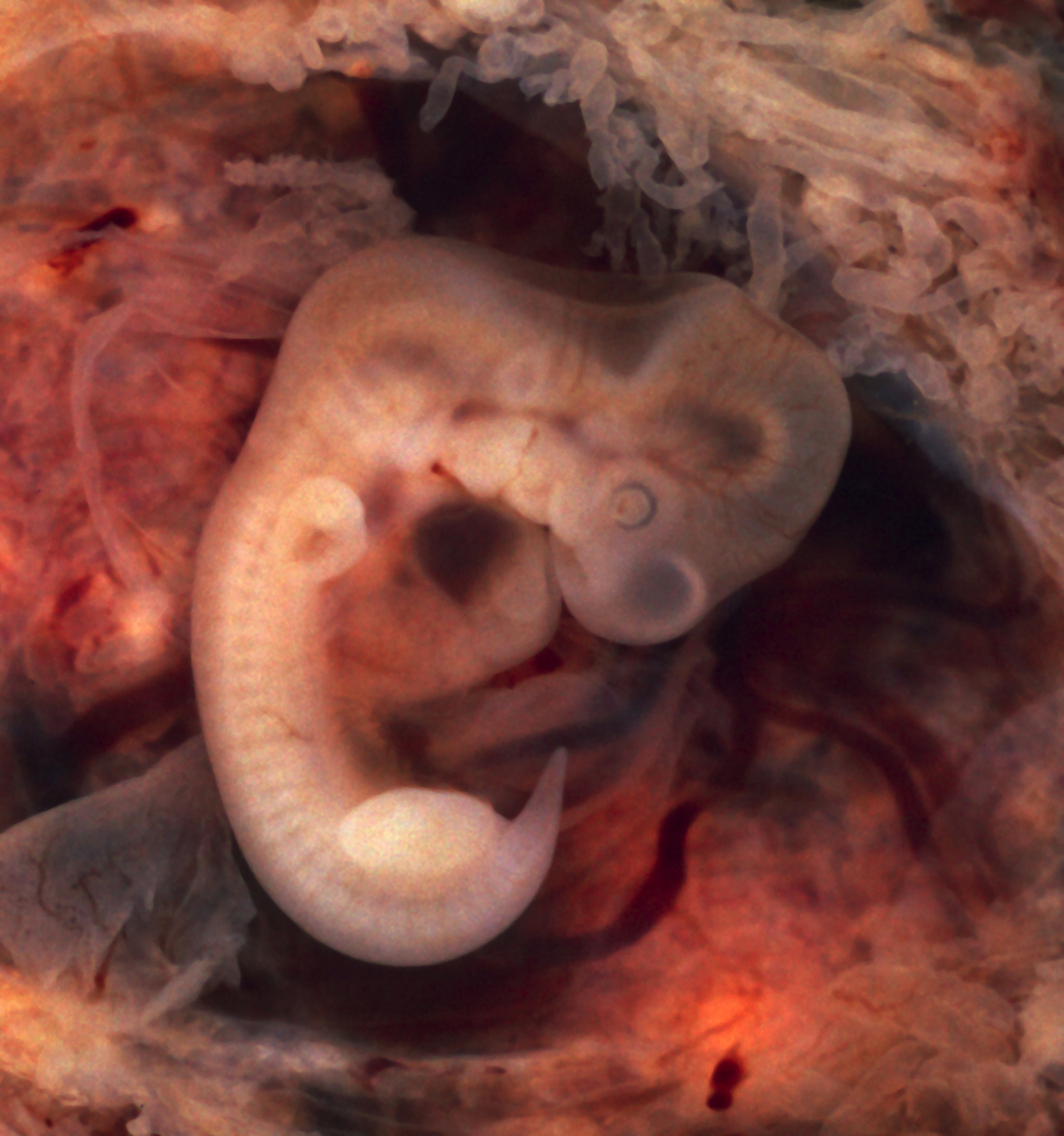
Людський ембріон, 10 мм, 5 тижнів від запліднення (7 тижнів від менструації), при позаматковій вагітності

#### 1-2 тиждень від запліднення (3-4 тиждень від останньої менструації)
|                    |        |                  |                |                     |
| 1-ша доба розвитку | 2 доба | 3 доба, 8 клітин | Морула, 4 доба | Бластоциста, 5 доба |

Зигота протягом 3-4 днів пересувається матковою трубою в бік матки завдяки потоку трубної рідини (за рахунок биття війок стінки труби та перистальтичних скорочень м'язів). Через 26-30 годин після запліднення зигота починає ділитися і утворює багатоклітинний ембріон (зародок). Через 2 доби після запліднення ембріон складається з 4 клітин, через 3 доби — з 8 клітин, через 4 доби — з 10-20 клітин. Процес поділу ембріону називають «дробленням», тому що розмір ембріона не збільшується, натомість кожна дочірня клітина зменшується в розмірі. Протягом перших 4-х днів розвитку ембріон людини має розмір близько 0,14 мм. До 4-го дня ембріон виходить з маткової труби в матку. До того часу, ембріон, що виглядав як неорганізована група клітин, формує подобу пустотілої кулі. Ця стадія розвитку називається бластоцистою.
5-добовий ембріон складається з кількох десятків клітин. Починаючи з 5-го дня ембріон зростає, до 6 дня його розмір — близько 0,2 мм. В кінці першого тижня (7-8-й день) бластоциста імплантується в ендометрій (слизову оболонку стінки матки). Ендометрій поставляє ембріону поживні речовини. В патологічних випадках може розвинутися позаматкова вагітність, коли ембріон імплантується в стінку маткової труби. Також на 7 день трофобласт — зовнішній шар ембріона — починає продукувати специфічний гормон — хоріонічний гонадотропін (ХГЛ), який повідомляє організму матері про настання вагітності і спонукає його до подальших фізіологічних змін і перебудови. Саме за рівнем ХГЛ в сечі або крові жінки можна встановити факт вагітності в перші два тижні.
Середній ХГЛ для одного ембріона через 18 днів після овуляції — 70 мо/л, а для двох ембріонів він становить 200 мо/л в той же день. Рівень ХГЛ у жінок з кількома ембріонами найчастіше високий. Іноді це може бути першою ознакою багатоплідної вагітності. Але тим не менш, це не найдостовірніший спосіб її визначення.
Деякі жінки в період імплантації відчувають скорочення матки і невелике кровомазання, яке можна сплутати з менструацією, оскільки імплантація іноді збігається за часом з очікуваними регулами. Але кровотеча при імплантації завжди дуже бідна і не триває довго. Крім того, вона не супроводжується больовими відчуттями.

#### 3-4 тиждень від запліднення (5-6 тиждень від останньої менструації)

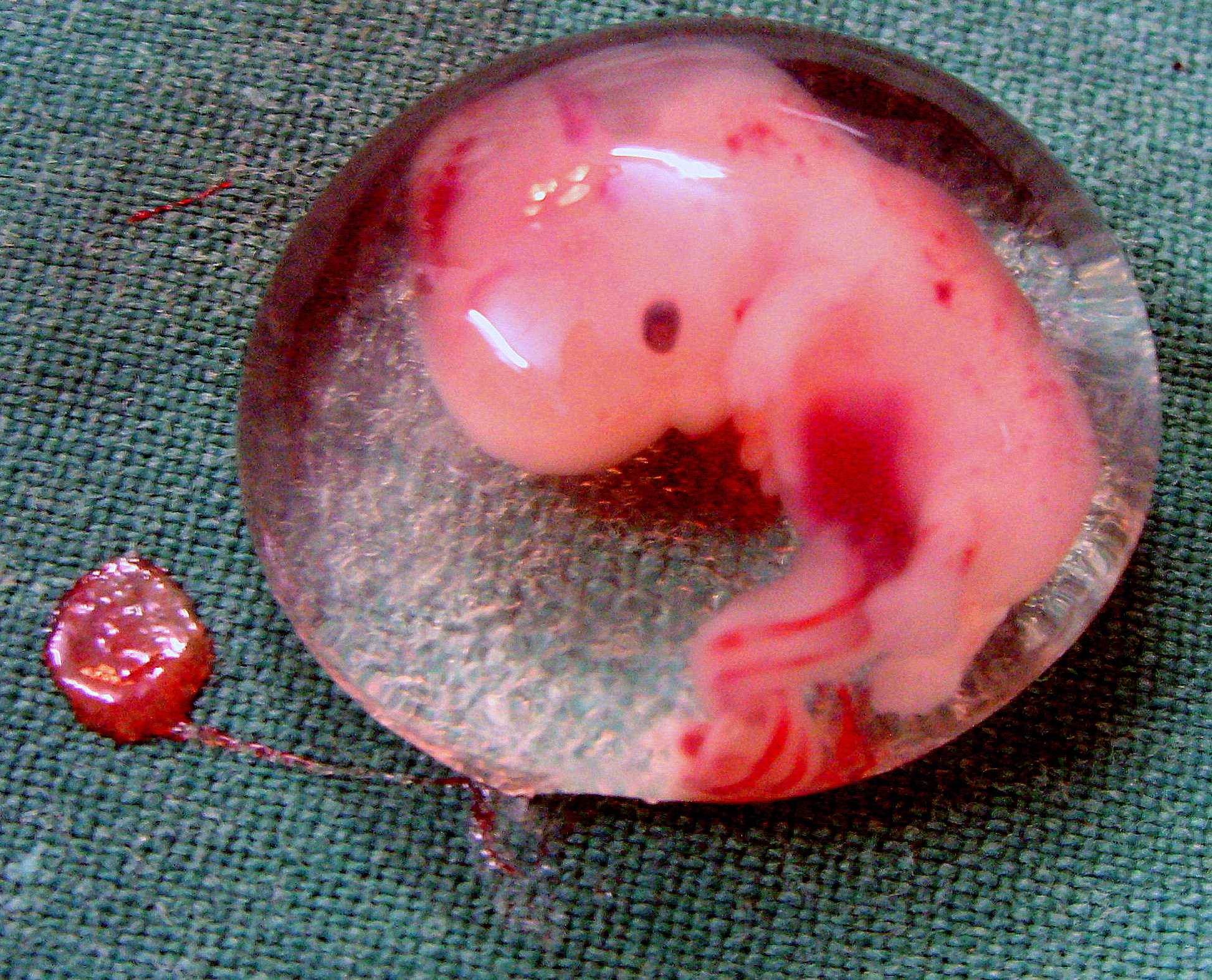
Людський ембріон 6 тижнів від запліднення (8 тижнів від менструації), знайдений під час розриву позаматкової вагітності

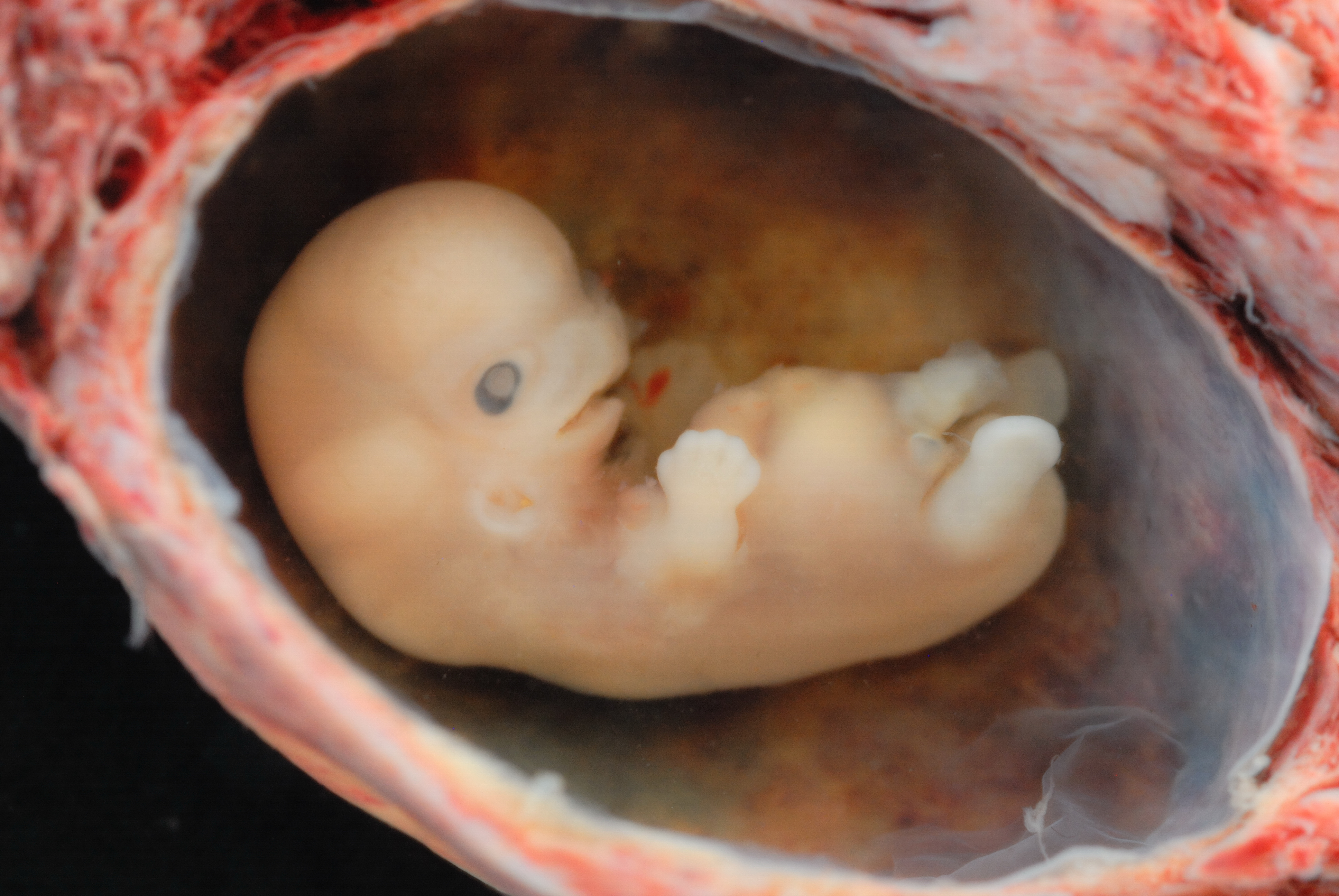
6-тижневий ембріон людини (8 тижнів від менструації), самовільний аборт

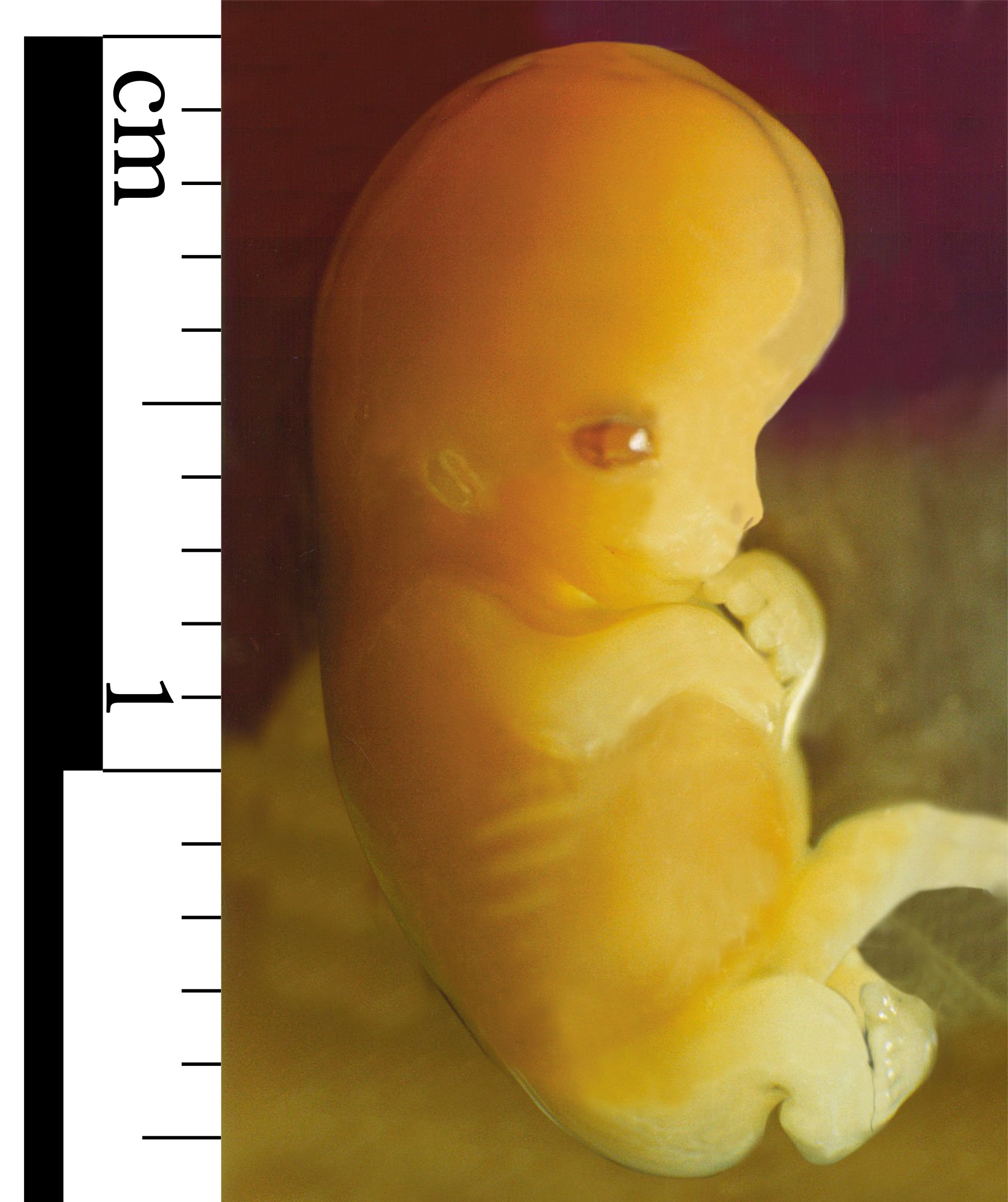
Ембріон людини, 7 тижнів після запліднення

У стані жінки починають виявлятися перші ознаки вагітності: затримка менструації, можлива ранкова нудота (гестоз вагітності), часте сечовипускання протягом дня, базальна температура вище 37 °C, високоймовірні підвищена дратівливість, плаксивість.
З кожним днем форма розвитку ембріона ускладнюється. До третього тижня утворюється нервова трубка. Опуклість у центральній частині ембріона розвивається в серцеву трубку. Починає формуватися плацента — саме через неї і так звані ворсини хоріона організм матері живить ембріон поживними речовинами.
На 3-му тижні розмір ембріона — близько 4 мм. До цього часу ембріон являє собою яйцеподібне утворення («плодове яйце»), в якому виділяють власне зародок і позазародкові органи: хоріон, амніон і жовтковий мішок.
На 21-й день із нервової трубки починають формування головний і спинний мозок. Починає скорочуватися серцева трубка ембріона.
До кінця 4-го тижня встановлюється циркуляція крові, сформовані пуповина, очні ямки, зачатки рук і ніг. Починається закладка печінки, нирок, органів травлення, видільної системи.
Очні бульбашки і майбутні слухові проходи, які сформують внутрішнє вухо, розташовуються з боків голови.

#### 5-6 тиждень від запліднення (7-8 від останньої менструації)
Кожна жінка з терміном вагітності 5-6 тижнів має відвідати жіночу консультацію для своєчасного виявлення порушень здоров'я. Відомо, що на 5 тижні періодичні болі внизу живота й у попереку, відчуття тиску на пряму кишку, надмірні вагінальні виділення можуть свідчити про загрозу викидня.
Вагітність вносить багато змін у стан шийки матки. На 5 тижні формується слизова пробка, яка заповнить цервікальний канал і буде додатково захищати ембріон від інфекцій. Ця пробка вийде за кілька днів або годин до пологів (а можливо безпосередньо під час них).
На 5-му тижні формується пуповина, що сполучає плаценту і ембріон, забезпечуючи його киснем і поживними речовинами і виводячи продукти його метаболізму. Травний тракт і дихальна система продовжують формуватися. З'являються подібності кистей рук — поки вони мають форму весла. Починають формуватися статеві залози, з'являються первинні статеві клітини.
На 6-му тижні формуються риси обличчя, очі, ніс, щелепи, розвиваються кінцівки. Пальці лише починають формуватися, але руки вже можуть стискатися в кулак, згинатися в ліктях, а ноги в колінах. Очі стають більш схожими на людські: починають виробляти кольоровий пігмент райдужки, формується сітківка. Кишка стає довшою і, не вміщаючись в животі ембріона, до 10-го тижня частково виходить у пуповину.
Геніталії набувають характерного вигляду, але ще не розвинулися достатньо для визначення статі ембріона при ультразвуковому дослідженні.

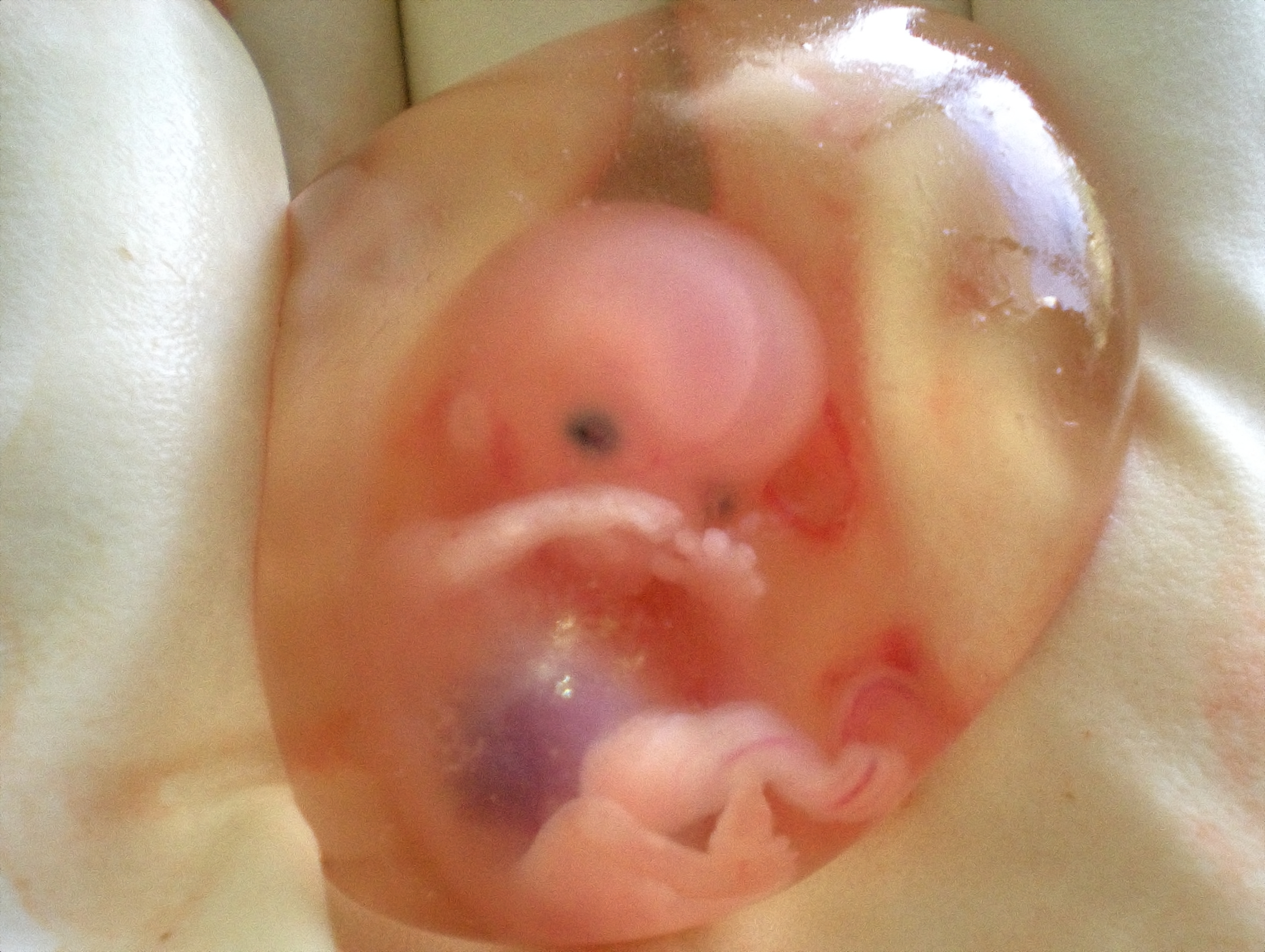
Ембріон, видалений разом з маткою при карциномі матки у 44-річної жінки для збереження її здоров'я (8 тижнів від запліднення, 10 тижнів від менструації)

#### 7-8 тижнів від запліднення (9-10 тиждень від останньої менструації)
До 7-го тижня довжина тіла ембріона — 2.3 см, вага — 2 г. Хвіст у кінці хребта на цьому тижні зникає.
На 7-му тижні починає формуватися плацента, одночасно сама починаючи виробляти гормони. Серце стає чотирикамерним, у нього формуються великі кровоносні судини, відбувається розвиток ендокринних залоз, розвивається мозок. Розвивається кінчик носа. Шар шкіри, що покриває очі, розділився на повіки. Травна система продовжує розвиватися: сформувався анус, кишечник став довшим. Повністю формуються пальці, ембріон вперше починає рухатися.
На 8-му тижні Y-хромосома ембріона чоловічої статі починає керувати процесом утворення яєчок, які почнуть виробляти тестостерон, під впливом якого розвинуться чоловічі статеві ознаки. У жіночого ембріона починають розвиватися яєчники. Гонади заселяються первинними статевими клітинами. Зароджується зоровий нерв. Нирки починають виробляти сечу.

#### 9-10 тижнів від запліднення (11-12 тиждень від останньої менструації)
До кінця 9-го тижня формуються зовнішні геніталії: вульва або мошонка.
Організм вагітної починає розбудову власного обміну речовин, щоб забезпечити ембріон необхідними поживними речовинами. Нездатність швидко пристосуватися до зміни обмінних процесів часто обертається токсикозом. Це стан в першій половині вагітності, що може супроводжуватися нудотою, блювотою, слинотечею, а також зниженням ваги.
На 10-му тижні у ембріона повністю сформована ротова порожнина, обличчя, півкулі мозку, кишечник, пряма кишка, жовчні протоки, верхня губа. Виникають смакові рецептори язика. Починається розвиток мозочка, відповідального за координацію рухів.
З'являється чутливість шкіри генітальної області. Формується клітор або пеніс.
В еритроцитах плода з'являються різні агглютиногени (А і В, М і N, Rh), що визначають групу крові.

### Розвиток плоду
З 11 тижня після запліднення ембріон стає плодом, починається плодовий (фетальний) період розвитку, який описується в акушерських тижнях.

#### 11-12 акушерські тижні
З 11-го тижня організм вагітної в нормі встигає пристосуватися до нових умов, зникають нудота і інші симптоми токсикозу, вирівнюється настрій, зникають надмірна втома і дратівливість. Базальна температура знижується до звичайного рівня, нижче 37 °C. Стає помітним ріст матки, її розмір досягає кулака жінки. Матка стає завеликою, щоб залишатися внизу живота, і починає підніматися в черевну порожнину.
До 12-го тижня тимус плоду нагадує зрілий орган. В тимусі лімфоїдні стовбурові клітини диференціюються у Т-лімфоцити. Вуха переміщуються до їх постійного положення по боках голови.
Продовжується формування гонад і стає можливим розпізнавання статі ембріона, оскільки урогенітальна мембрана диференціюється за чоловічим і жіночим типом. Можна чітко диференціювати зовнішні геніталії. Стають помітні яєчка і яєчники. Відбувається формування анального отвору.

#### 13-14 тижні
До 13-го тижня розмір плоду — 7,5 см, вага — близько 23 г. Сформувалася плацента, що живить плід киснем, поживними речовинами і виводить його відходи. Плацента продукує прогестерон і естроген, які допомагають підтримувати вагітність.
До цього моменту повіки закриті — вони захищають очі. Плід може класти пальці в рот, але смоктальна мускулатура ще не розвинулася. Закінчують розвиватися голосові зв'язки. У ротовій порожнині присутні закладки 20 зубів. Підшлункова залоза, жовчний міхур і щитоподібна залоза вже розвинені, нирки виробляють сечу, а кістковий мозок — лейкоцити.
У плоду чоловічої статі починається розвиток передміхурової залози. У плоду жіночої статі активно розмножуються статеві клітини (оогонії). До моменту народження число оогоній прогресивно зменшується і складе близько 4 — 5 % від вихідного. Загальна кількість статевих клітин до моменту народження становить близько 300 000-400 000.
За ряду показань (наприклад, якщо вагітній понад 35 років) рекомендується процедура амніоцентезу — аналіз, який зазвичай робиться між 15 і 18 тижнями і може виявити аномалії розвитку плоду (наприклад, синдром Дауна). Під час процедури тонка голка вводиться через черевну стінку у плодовий міхур, береться проба навколоплідних вод і проводиться їх аналіз. Амніоцентез має мінімальний фактор ризику переривання вагітності.
На 14-му тижні розмір плоду — близько 9 см, вага — близько 43 г. Геніталії повністю розвинені, але їх все ще непросто ідентифікувати при ультразвуковому обстеженні. Починають вироблятися тиреоїдні гормони, оскільки розвинулася щитоподібна залоза.
З 14-17-го тижня кістковий мозок виробляє кров'яні клітини, печінка секретує жовч, а підшлункова залоза продукує інсулін. Плід покритий пушковими волоссям, яке називається лануго — воно випаде до пологів.
На 13-14-й акушерських тижнях завершено формування основних органів і систем плоду. Завершується перший триместр вагітності.

## Другий триместр

#### 15-16 тижні

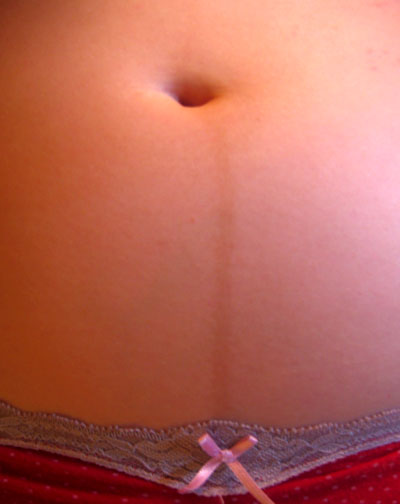
Серединна лінія через підвищений рівень меланіну

Через збільшення кількості естрогенів в організмі вагітної зростає секреція меланіну. Через це можливе потемніння сосків і шкіри навколо них, на животі з'являється темна серединна лінія (Linea nigra). Гіперпігментація пройде після пологів.
На 15-му тижні довжина плоду — 10 см, вага — 70 г. Плід гримасує, оскільки лицьові м'язи розвинені і скорочуються. Всі органи, нерви і м'язи дуже дрібні, але вже працюють. Кишка переміщується з області пуповини в черевну порожнину плоду. Печінка починає виробляти жовч, а підшлункова залоза інсулін. Шкірні покриви повністю сформовані, але вони ніжні і прозорі: під шкірою можна бачити кровоносні судини.
Триває зростання брів і волосся на голові. Очі майже зайняли своє звичне місце, але ще досить низько розташовані на обличчі. Розвиток скелета і м'язів триває — плід робить багато рухів головою, ротом, руками, зап'ястями, кистями, ногами і стопами.
Добре прослуховується серцебиття плоду. Серце плоду перекачує близько 600 мл крові за добу. З'являються потові залози. Розвиваються зуби. Починають функціонувати слинні залози.
На 16-му тижні плід і плацента представляють єдину систему, плід уже вільно плаває в навколоплідних водах. В цей час виконують амніоцентез: аналіз навколоплідної рідини для діагностики вроджених та генетичних захворювань плоду.
Можна визначити стать плоду при огляді його зовнішніх геніталій на УЗД.

#### 17-18 тижні
На 17-му тижні довжина плоду — близько 13 см, вага — 140 г (більше ваги плаценти, яка зростає разом з плодом). Тіло вкрите м'яким шаром пушкового волосся лануго, розподіленого хвилеподібно — як малюнок відбитків пальців. Шкіра дуже тонка, під нею починає відкладатися бурий жир. У найближчі тижні плід вчиться рухати очними яблуками. У плаценті розташовані тисячі кровоносних судин, які приносять поживні речовини і кисень.
До 18-го тижня завершується формування імунної системи.

Наприкінці 4 місяця вагітності жінка починає відчувати рухи плоду.

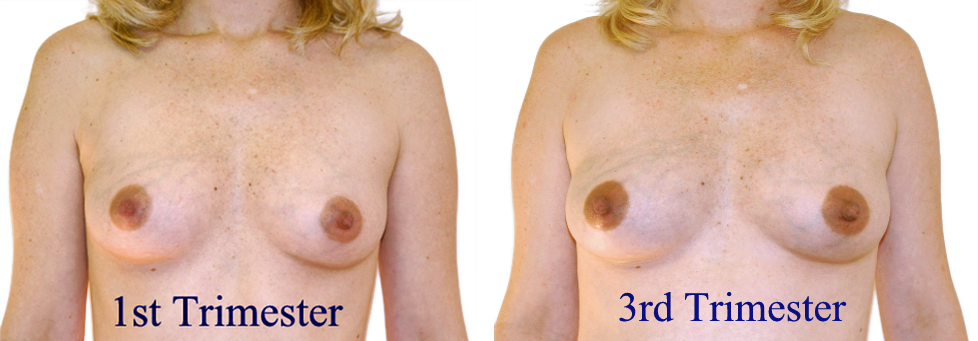
Зростання грудей протягом вагітності (1й та 3й триместри)

Груди жінки помітно змінилися порівняно з початком вагітності, під впливом гормонів готуючись до лактації: в них надходить більше крові, а молочні залози ростуть. Завдяки цьому об'єм грудей може збільшитися (часто — на один-два повних розміри) і під шкірою стають видимими вени.
На 18-му тижні довжина плоду — близько 14 см, вага — 190 г. Плід може чути звуки за допомогою вуха, яке досі було влаштоване досить примітивно. На цьому тижні кісточки вуха формуються повністю, разом з частиною мозку, відповідальною за слух. Плід часто змінює положення тіла, схрещує ноги, смокче палець. Сітківка стає світлочутливою і може реагувати на яскраве світло. Очі сформовані, виникає рефлекс кліпання. Вуха займають постійне положення з боків голови. Кістки сформовані і починають тверднути.
З'являється шкірна чутливість живота і сідниць. Закінчується формування матки у плода жіночої статі. Зародки молочних зубів починають покриватися дентином. Відбувається закладка постійних зубів. Зачаток постійного зуба знаходиться позаду кожного зародка молочного зуба.
Плід починає фазно спати і рухатися, але воліє спати.

#### 19-20 тижні
П'ятий місяць вагітності позначається значними перебудовами в організмі жінки: серцевий викид збільшується на 40 % від вихідного рівня; майже на 500 мл зростає об'єм циркулюючої крові, тому значно частішим стає пульс; збільшується об'єм плазми крові порівняно з кількістю еритроцитів, одночасно знижується рівень гемоглобіну.
Самопочуття жінки може погіршитися: виникають болі в попереку, можлива лихоманка, хворобливе сечовипускання, оскільки збільшена матка передавлює сечовий міхур. Застій сечі може спричинити пієлонефрит вагітних, який загрожує подальшому розвитку плода.
На 19-му тижні зріст плоду — 15 см, вага — 240 г. Тіло вкрите білою в'язкою субстанцією, сироподібною змазкою (vernix caseosa), що захищає тонку шкіру від пошкоджень. Недоношені діти можуть бути вкриті небю і при народженні. Яєчники вже містять фолікули з яйцеклітинами, що формуються. На УЗД видно, як плід чіпає стінку плодового міхура, торкається обличчя, дотягується руками до пуповини, бере її ногами, смокче палець. Плід вже може використовувати переважно праву руку або, навпаки, ліву. В мозку сформовані нервові клітини, які відповідають за дотик, смак, світло, нюх і слух — тепер ці системи удосконалюються. Гучні звуки ззовні можуть передаватися плоду. Він відповідає на стрес підвищенням своєї активності. Починається процес мієлінізації нервів, функціонує кровообіг. У кишечнику накопичується меконій — продукти клітинної загибелі, діяльності травних залоз з домішкою амніотичної рідини.
До кінця 20-го тижня розмір плоду — 16 см, вага — не більше 300 г. Під захисним шаром змазки шкіра потовщується і ділиться на шари. Плід розрізняє ніч і ранок, день і вечір — і стає активнішим у певний час дня. Формуються вії. Очі ще закриті.
Плід активно рухається, починає ковтати амніотичну рідину.

#### 21-22 тижні
Плід збільшує вагу на 100 г, швидко ростуть кістки і м'язи. Це провокує дефіцит кальцію в організмі жінки. Рекомендують слід збільшити кількість кальцію в їжі, щоб зберегти здоров'я зубів і позбутися спазмів у ногах. Під час вагітності нерідко з'являється молочниця, яка виражається почервонінням навколо вагінального отвору і дріжджовим запахом виділень. В цей час необхідно перевірити вміст заліза в крові (близько 20% вагітних страждають анемією).
На 21-му тижні розмір плоду — близько 27 см, вага — 360 г. З 21-го тижня плід починає набирати вагу. Він регулярно ковтає амніотичну рідину, використовуючи її як їжу і пиття, виводить випите з сечею, вдихає і видихає (навколоплідні води оновлюються кожні 3 години). Брови і вії повністю сформовані. Вії все ще зімкнуті, але очі вже активні. На язиці утворюються смакові сосочки. Кишка формується настільки, що може всмоктувати невелику кількість вуглеводів з навколоплідних вод, які, потрапляючи в рот, проходять через всю травну систему в товстий кишечник.
Продукцію кров'яних клітин кістковий мозок плоду перебирає у печінки і селезінки, хоча й не повністю.
У зачатку молочних зубів починається відкладення вапняних солей і остаточне формування дентину. Формування зубної емалі відбувається дещо пізніше.
Репродуктивна система продовжує розвиватися. Яєчка починають опускатися з черевної порожнини. Матка і яєчники розташовуються внизу живота. Сформувалася вагіна.
Хребетний стовп містить 33 хребця, 150 суглобів, близько 1000 зв'язок, які підтримують зростання тіла плода в довжину і збільшення його маси.

#### 23-24 тижні
Всі органи і системи цілком сформованими, плід важить 500-600 г. До 24 тижня повністю зрілими стають легені, альвеоли починають продукувати сурфактант, що перешкоджає їх злипанню при подиху. Поки що кількість сурфактанту недостатня для самостійного дихання, у разі передчасних пологів дитина повинна міститися в кувезі зі складними апаратними системами. Однак навіть у випадку виживання висока ймовірність інвалідності.
Важливий тест — аналіз крові на толерантність до глюкози — найчастіше проводиться між 24 і 28 тижнями вагітності. Він дозволяє діагностувати гестаційний цуровий діабет (тимчасовий діабет, який може викликати проблеми у плоду, наприклад, низький рівень цукру в крові). Гестаційний діабет може стати причиною проведення планового кесаревого розтину, оскільки внаслідок хвороби жінки на момент пологів плід може бути дуже великим.
Матка знаходиться на рівні пупка, на висоті 24 см від лобкового симфізу. Плід заповнив всю порожнину матки і починає її розтягувати. Коли плід рухається, можуть виникати короткочасні (1-2 хвилини) перейми Брекстона-Гікса, що готують матку до пологів, навчають її скорочуватися і розслаблятися. Вони не несуть загрози для плоду і не означають переривання вагітності.
Внутрішнє вухо повністю розвинулось, і плід може визначати, в якому положенні він знаходиться, і змінювати його, активно пересуваючись в навколоплідних водах.
Шкіра плоду стає менш прозорою завдяки виробленню в ній пігменту. Формуються унікальні відбитки пальців.

#### 25-27 тижні

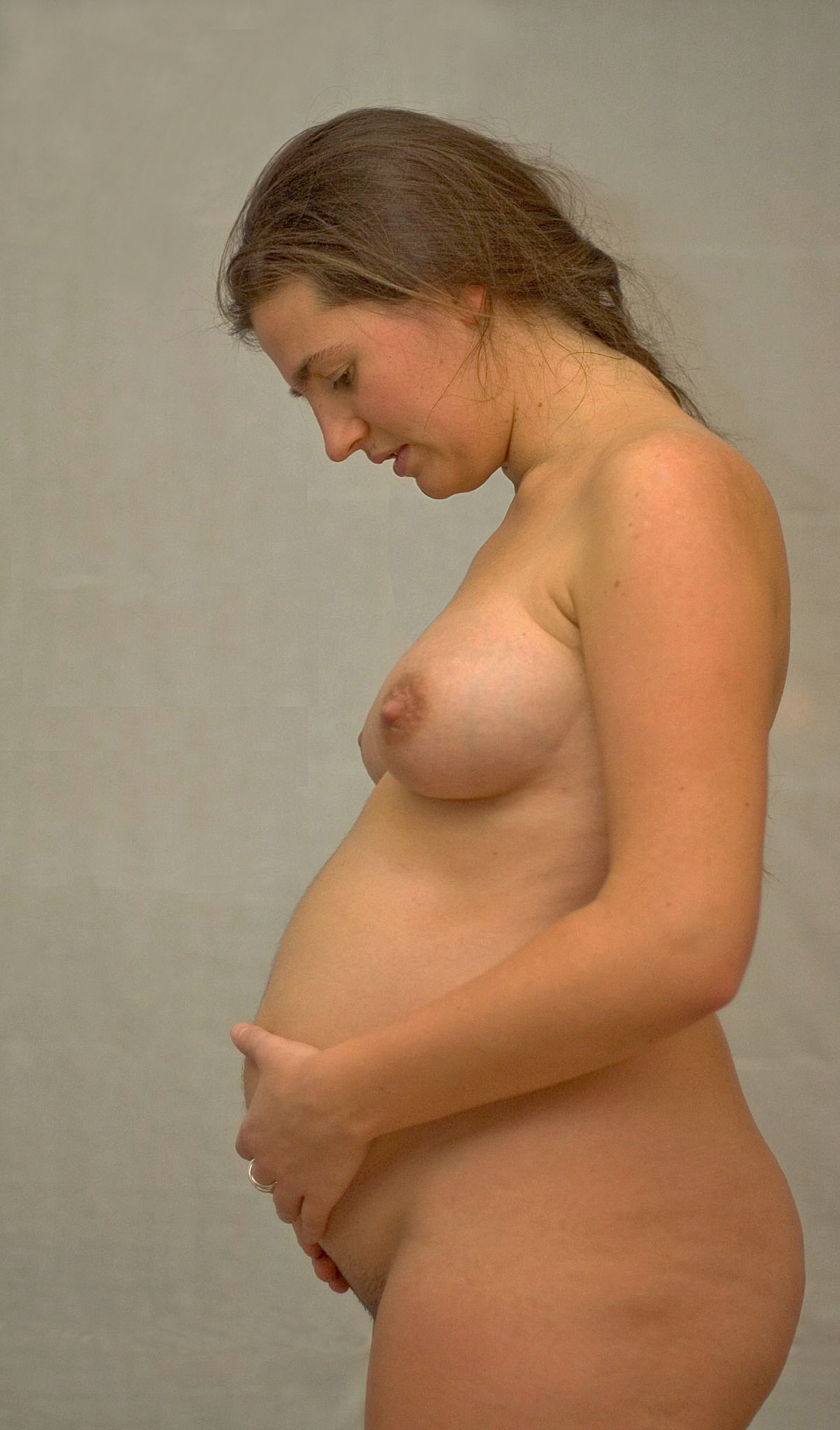
Жінка на 26 тижні вагітності

На 25-му тижні вага плоду сягає 700-750 г. Удосконалюються структури головного мозку, налагоджується зв'язок з наднирковими залозами, які починають виробляти адаптативні гормони — глюкокортикоїди, а гіпофіз — адренокортикотропний гормон, який також стимулює діяльність надниркових залоз. У легенях відбувається посилене дозрівання кліток, що продукують сурфактант. Проте плід, народжений в цей час, все ще не здатен самостійно дихати. Хоча очі плоду були закриті протягом останніх кількох місяців, вони скоро відкриються і він зможе кліпати очима. Вії та волосся на голові продовжують рости.
З 20-го по 28-й тиждень плід подвоює свою довжину. Система слуху повністю сформована. У плоду чоловічої статі яєчка починають опускатися в мошонку.
У жінки завдяки плацентарному пролактину швидко збільшуються молочні залози, з'являється молозиво.
На 27-му тижні довжина плоду — близько 35 см, вага — майже 900 г. Швидко ростуть м'язи, рухи активніші і чергуються з періодами сну. Ультразвукове дослідження часто фіксує, як плід смокче палець уві сні чи посміхається. Дуже активно розвиваються структури мозку. З шкіри плоду починає зникати пушкове волосся, за винятком шкіри в області плечей. Формується волосяний покрив голови. Хрящі носа і вух м'які. Нігті не доходять до кінця пальців ніг і рук.
Дно матки піднялося на висоту 28 см над лоном, вона тисне на діафрагму, тому у вагітної можуть виникати труднощі з диханням. Щоб отримувати достатню кількість кисню, вона повинна більше гуляти на свіжому повітрі, щоб запобігти застою крові в венах і розвитку варикозної хвороби, слід відпочиваючи, лежати на боці, і виконувати спеціальні вправи для відтоку крові.
На 27-28 тижні проводять дослідження крові жінки з I (0) групою крові або негативним резус-фактором, щоб запобігти розвитку гемолітичної хвороби новонароджених. Для цього вводиться за призначенням лікаря антирезусний іммунноглобулін в 28 тижнів і в перші 3 доби після пологів, за умови, що резус-фактор новонародженого позитивний.

## Третій триместр

#### 28 тиждень
Вага плоду на 28 близько 1 кг, а зріст — 38 см. Враховуючи, що плід постійно зростає і займає майже всю порожнину матки, його рухи відчуваються гостріше. Розвиток плоду на 28 тижні обумовлений удосконаленням внутрішніх органів та їх функцій.
У корі головного мозку збільшується кількість звивин, чітко позначені великі півкулі. Функціонують органи травлення: удосконалюється перистальтика кишечника, підшлункова залоза виробляє ферменти, а печінка — жовч. За процес кровотворення відповідає кістковий мозок, селезінка перестає виконувати цю функцію. В легенях завершується формування бронхіальних трубок, дихальна система практично готова до самостійного функціонування. Плід час від часу розплющує повіки, може фокусувати зір на певній точці. Плід відчуває смак і запах навколоплідних вод, реагує на світло і звуки. Шкіра світлішає (раніше вона була червонуватого відтінку). Первородної змазки на ній стає помітно менше. Тіло покривається прошарком бурого жиру, який відповідає за теплообмін. Плід гладшає, з'являються складочки і округлості. Формування скелета знаходиться на фінальній стадії, з цього моменту починається процес зміцнення кісткової тканини.
На 28 тижні при несприятливому перебігу вагітності ймовірний ризик передчасних пологів, проте дитина може вижити.

#### 29-30 тижнів
Дно матки піднялося на висоту 30 см над лоном. Вагітній важко дихати, зростає частота пульсу, може збільшуватися артеріальний тиск. Важливо строго контролювати вагу вагітної для запобігання прееклампсії, яка супроводжується набряками, критичним збільшенням артеріального тиску, появою білка в сечі. В цей час вага жінки може збільшуватися не більше ніж на 50 г на добу (300 г на тиждень).
Інше ускладнення цього періоду — синдром нижньої порожнистої вени, який розвивається через здавлювання вени маткою. Проявляється раптовою непритомністю, навіть при відсутності навантажень. Щоб запобігти ускладненню, рекомендується відпочивати тільки лежачи на боці.
На 29-му тижні довжина плоду — 37 см, вага близько 1150 г.
З цього моменту і до пологів кожен плід набирає вагу по-своєму. У разі передчасних пологів у цьому терміні новонароджений без супутньої патології при ретельному професійному догляді може вижити. Його мозок може розпізнавати ритм дихання і контролювати температуру тіла, тому при передчасних пологах необхідність штучної вентиляції легенів буде малоймовірна.

#### 31-32 тижні

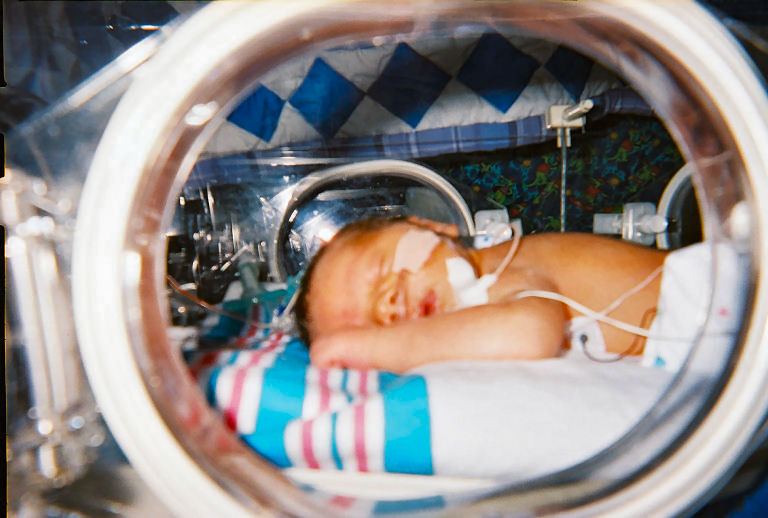
Недоношена дитина в інкубаторі

Важливо дізнатися, яке положення в матці займає плід. У Швеції цей момент контролюють на 36 тижні. Воно може бути поздовжнім, поперечним, косим. Правильним вважається тільки поздовжнє положення плоду. Визначається також передлежання плоду — головне або тазове. Головне передлежання плоду безпечніше при пологах. Якщо передлежання тазове, у плоду є ще близько 8 тижнів, щоб перевернутися в матці. Також існують методи сприяння перевертанню плода, які призначає лікар. Після перевертання плода жінка зазвичай одягає черевний бандаж, щоб закріпити головне передлежання.
На 32-му тижні вага плоду — від 1500 до 1800 г. Шанси вижити в передчасних пологах набагато вищі, ніж у попередні тижні. Однак легені усе ще недостатньо зрілі, і новонародженому знадобиться кувез і дихальний апарат.

#### 33-34 тижні

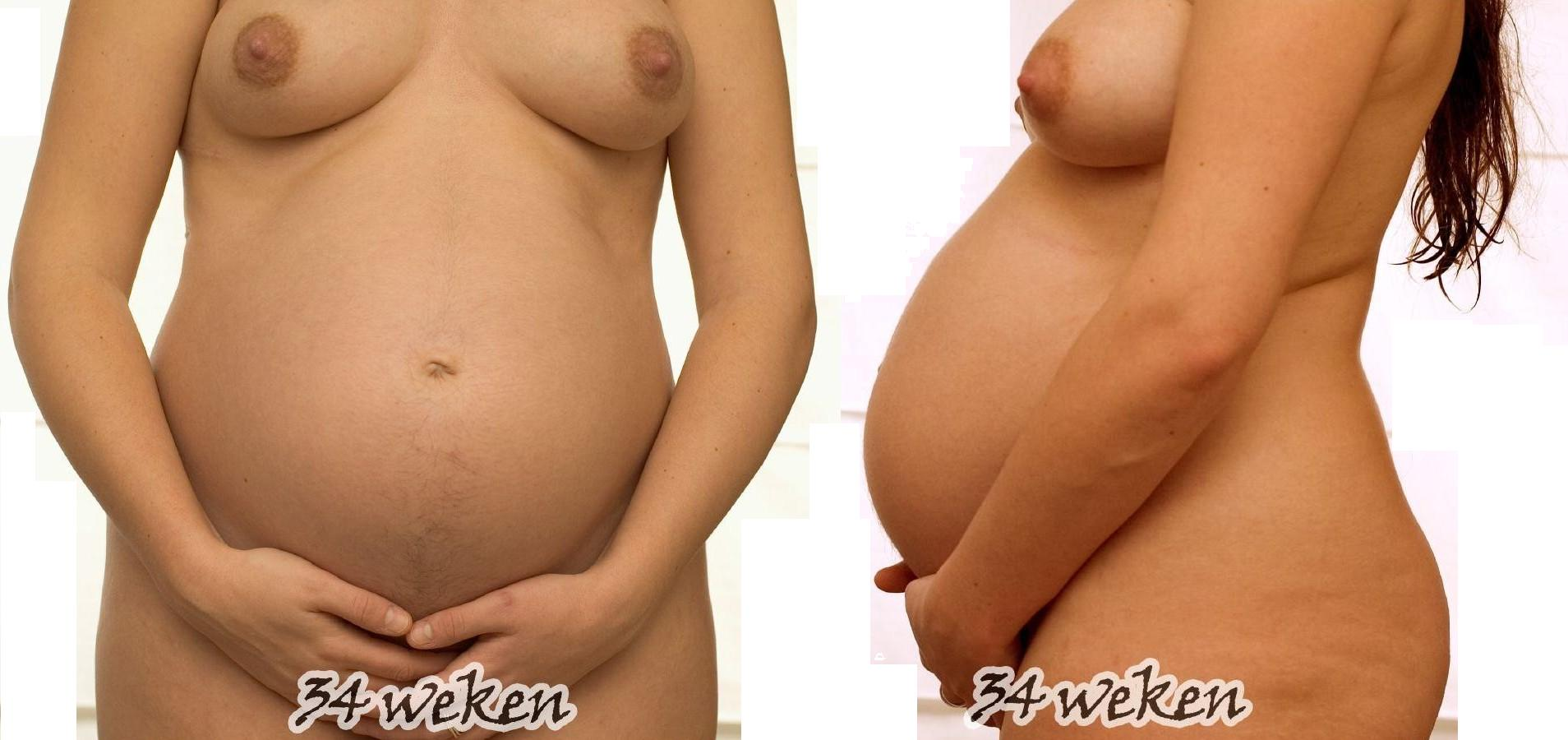
Жінка на 34 тижні вагітності

На 33-34 тижні зріст плоду — до 40 см, вага — до 1800-2100 г.
До кінця 34 тижні легені стають цілком зрілими, можуть виробляти достатню кількість сурфактанту, щоб дихати самостійно у атмосфері. Однак у випадку передчасних пологів все одно потрібен кувез, оскільки підшкірних жирових клітин у плоду ще мало. Хоча шанси на виживання на цьому терміні більші, залишається ризик інвалідності.
Вушні раковини дуже малі, але починають розправлятися, яєчка опускаються в мошонку. Змащення шкіри стає тоншим, лануго майже повністю зникає. Чутлива вся поверхня тіла. Під час оргазму у жінки реєструються зміни серцевої діяльності плода.

#### 35-36 тижнів
Самопочуття вагітної стає незадовільним. Їй важко дихати, особливо лежачи, їжа викликає печію і вагу в шлунку, активність спонукає плід боляче штовхатися в області печінки. Це відбувається внаслідок того, що важка, розширена плодом матка тисне на діафрагму, шлунок і легені.
До 35-36-го тижня зріст дитини — 46 см, вага — близько 2400 г. Нервова і імунна системи все ще дозрівають, плід набирає жир, необхідний для терморегуляції. В іншому, від нігтів і до волосся на голові, він повністю сформований. При пологах на цьому терміні понад 99 % шансів виживання. Плід набирає від 250 до 350 г на тиждень. Оскільки він швидко росте, йому тісно в матці — кількість рухів плоду може зменшитися. На 36 акушерському тижні дно матки піднімається на найвищу точку за усю вагітність.
Кістки черепа все ще рухливі, щоб нашаровуватися одна на одну при проході через родові шляхи.
Більшість двійнят народжуються саме в ці тижні.

#### 37-38 тижнів: доношена вагітність
Починаючи з 37 тижня, вагітність вважається повністю доношеною — плід завершив свій розвиток.
На 37-38 тижні його зріст — до 50 см, вага — від 2.7 до 3 кг.
Самопочуття жінки дещо поліпшується: їй легше дихати, тому що голова плоду щільно прилягає до входу в таз, і дно матки змогло опуститися нижче. Однак можуть виникати болі в попереку, а нерегулярні перейми частішають.
В цей час на завчасну госпіталізацію рекомендують стати жінкам, які перенесли в минулому операцію на матці або якщо плід загинув під час попередніх пологів.
На цьому тижні може відійти пробка з цервікального слизу, яка протягом вагітності закривала матку від інфекцій. Вона виходить за кілька тижнів, днів або годин до пологів (а іноді й безпосередньо в них). Пробка схожа на щільне желе, вона може бути прозорою, жовтуватого, коричневою або з прожилками. Шийка матки починає готуватися до переймів, і тоді пробка виходить.
Пологи можуть початися в будь-який час, але чим довше (в межах терміну вагітності) плід залишається в матці, тим більше часу є на розвиток мозку в спокої, теплі і темряві. Плід вміє робити все те ж, що новонароджений, за винятком вдихання повітря і. Не варто намагатися викликати перейми «народними» засобами. Трави і біодобавки можуть містити небезпечні компоненти, а неграмотна самостимуляція спровокувати відшарування плаценти, кровотечу та інші важкі наслідки.

### 39-40 тижні
Плід ще трохи додав в масі. Його вага може перевищувати 3 кг.
Всі органи і системи цілком зрілі, достатньо підшкірних жирових клітин, розвинені органи чуття, скоординовані рухи. Зовнішні геніталії вже розвинені: яєчка в мошонці, великі статеві губи прикрили малі.
На шкірі зовсім невелика кількість змащення, що уже не може захистити від впливу навколоплідної рідини, що веде до мацерації незахищених місць: у першу чергу з'являються «лазневі» стопи і долоньки або «руки пралі», якщо пологи затримуються. Пушок зберігається тільки на плечах. Нігті починають виступати над фалангами пальців.
Пологи після 40 тижня є запізнілими (переношена вагітність).

## Пологи
Вагітність завершується пологами, що полягають у вигнанні плоду і посліду з матки через шийку матки і вагіну, званими в цьому випадку родовим каналом.
У день запланованих пологів народжують лише 5 % жінок, більшість народжують протягом 2 тижнів до або після цієї дати. Якщо дата пологів пройшла, вагітну можуть направити на УЗД і моніторинг стану плоду — потім обирається подальша тактика: чекання або стимуляція пологів.
Про початок пологів свідчать перейми (скорочення матки), які повторюються кожні 10 хвилин, відтік амніотичної рідини (відходження вод) і кров'янисті виділення з вагіни.

Перша стадія — перейми, необхідні для потоншення і розкриття шийки матки (до 10 см в діаметрі). Другий етап — потуги, коли жінка м'язами живота виштовхує плід у родові шляхи, а потім назовні. Під час третьої стадії народжується плацента. 

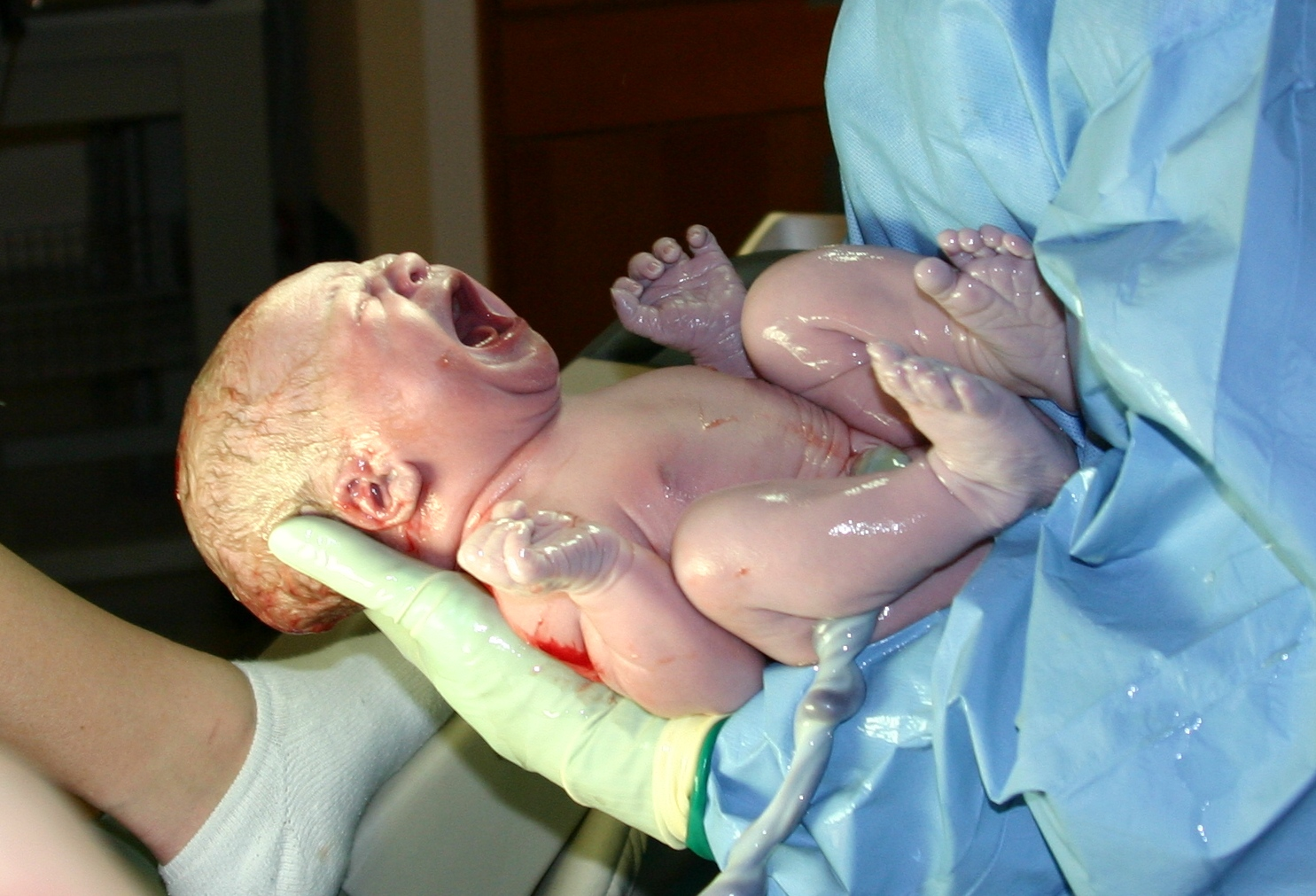
Немовля через кілька секунд після народження

Якщо під час пологів перейми не прогресують або здоров'я виявляється під загрозою, процес можна прискорити проколюванням плодових оболонок або введенням окситоцину внутрішньовенно. При вагітності в групі високого ризику або ризику для життя під час пологів виконують кесарів розтин.
Безпосередньо після народження роблять аспірацію слизу з носа і рота новонародженого — і він робить перший крик. Перерізають пуповину.
У новонароджених голівка деформована після проходження через родовий канал, тіло вкрите слизом і кров'ю. Шкіра може бути блідою, з ділянками сухості, висипу — ці варіанти є нормою. Внаслідок присутності в організмі дитини материнських гормонів, її геніталії (мошонка, статеві губи) можуть бути збільшені. Це нормально і минеться за кілька днів.
Щоб визначити життєві показники новонародженого, проводять ряд обстежень, таких як визначення стану новонародженого за шкалою Апгар, виміри зросту і ваги.